# Капустников, Олег Юрьевич
Оле́г Ю́рьевич Капу́стников (5 мая 1972) — казахстанский и российский футболист, нападающий, игрок сборной Казахстана. Выступал в высших дивизионах Казахстана, Украины и России.

## Клубная карьера
Начинал футбольную карьеру в 17 лет в чимкентском «Мелиораторе», выступавшем во второй советской лиге. Следующие два сезона он играл за «Монтажник» из Туркестана, а в 1992 году вернулся в Чимкент. В первых двух сезонах независимого чемпионата Казахстана Капустников был одним из самых результативных футболистов, забивая по 15 голов за сезон, входил в число 33 лучших футболистов Казахстана (в 1992 году под номером 2, в 1993 году под номером 1).
В 1994 году Олег Капустников перешёл в запорожский «Металлург» и сыграл 7 матчей в чемпионате Украины. Летом 1995 года он снова сменил клуб — на российский «КАМАЗ». В высшей лиге дебютировал 16 сентября 1995 года в матче против «Текстильщика» (2:1). Всего сыграл 5 матчей в чемпионате.
На следующий год Капустников провёл половину сезона в липецком «Металлурге», но на поле не выходил, затем играл в чемпионате Казахстана за ФК «Тараз». После некоторого перерыва в 2000 году вернулся в профессиональный футбол и играл в казахской лиге за «Достык» из Чимкента.
Получив российское гражданство, в 2000—2001 годах выступал за клуб второго дивизиона «Звезда» Иркутск, а последние годы своей карьеры провёл в любительских командах Иркутска.
В конце 2000-х играл в ветеранских турнирах в Иркутске.

## В сборной
Олег Капустников сыграл первый матч за сборную Казахстана 16 июля 1992 года против Узбекистана (1:0). Всего на его счету 7 матчей за национальную команду. 11 апреля 1994 года в матче против Таджикистана (1:0) забил свой единственный гол за сборную.